# 天主教巴色宗座代牧區
天主教巴色宗座代牧區 （拉丁語：Apostolicus Vicariatus Paksensis），是羅馬天主教會以老撾南部巴色為中心的一個宗座代牧區。範圍包括占巴塞省、沙拉灣省、塞公省和阿速坡省。上任宗座代牧路易斯·瑪利·林·曼坎昆樞機被調任後，宗座代牧正在出缺。
1967年6月12日自沙灣拿吉代牧區分出。